# Unión Radical Yugoslava
La Unión Radical Yugoslava (en serbio: Jugoslovenska radikalna zajednica, Југословенска радикална заједница; en esloveno: Jugoslovanska radikalna skupnost; en croata: Jugoslavenska radikalna zajednica; o JRZ) fue un partido político fundado por el primer ministro yugoslavo Milan Stojadinović en 1935 como partido de gobierno. La formación propugnaba el autoritarismo y la movilización de las masas. De inspiración fascista, fue el movimiento político dominante en el país hasta la destitución de Stojadinović en 1939. Los miembros de partido llevaban uniformes de camisa verde, lucían gorras de estilo Šajkača y se dirigían a Stojadinović con el título de Vođa («jefe»). La organización contaba con su propia sección paramilitar, denominada «los camisas verdes», que acometían a los comunistas y los grupos nacionalistas antiyugoslavos. Stojadinović confesó al ministro de Asuntos Exteriores italiano Galeazzo Ciano que, a pesar de que el partido se había fundado en principio como una organización moderada que abogaba por el autoritarismo como sistema gubernamental, su intención era que evolucionase para parecerse cada vez más al Partido Nacional Fascista italiano.